# تپه سیل
تپه سیل مربوط به عصر برنز - سده‌های اولیه دوران‌های تاریخی پس از اسلام است و در شهرستان سلسله، بخش فیروزآباد، دهستان فیروزآباد، ۴۰۰ متری جنوب روستای سراب شیخ عالی واقع شده و این اثر در تاریخ ۲۲ اسفند ۱۳۸۵ با شمارهٔ ثبت ۱۸۲۴۱ به‌عنوان یکی از آثار ملی ایران به ثبت رسیده است.